# Colby (Comic)
Colby ist ein frankobelgischer Comic.

## Handlung
Captain Philip Cameron Colby, Leutnant Willy Warson und Leutnant Corey P. Delaney werden nach dem Ende des Zweiten Weltkrieges als Piloten ausgemustert. Um das Geld für eine eigene kleine Fluggesellschaft zusammenzubringen, ermitteln sie gemeinsam als Privatdetektive.

## Hintergrund
Für Greg war es die erste eigene Serie nach der Rückkehr aus den USA. Der Zeichner war Michel Blanc-Dumont. Alle drei Geschichten wurden durch Dargaud direkt in Albenformat herausgegeben. Auf Deutsch erschienen die ersten zwei Alben bei Ehapa. Das letzte Abenteuer wurde bei Finix veröffentlicht.

## Alben
- Flughöhe Null (1/1991)
- Wenn die Sonne zweimal untergeht (2/1993)
- Bomber über Mexiko (3/1997)